# Hexenprozesse in Freiburg (Schweiz)

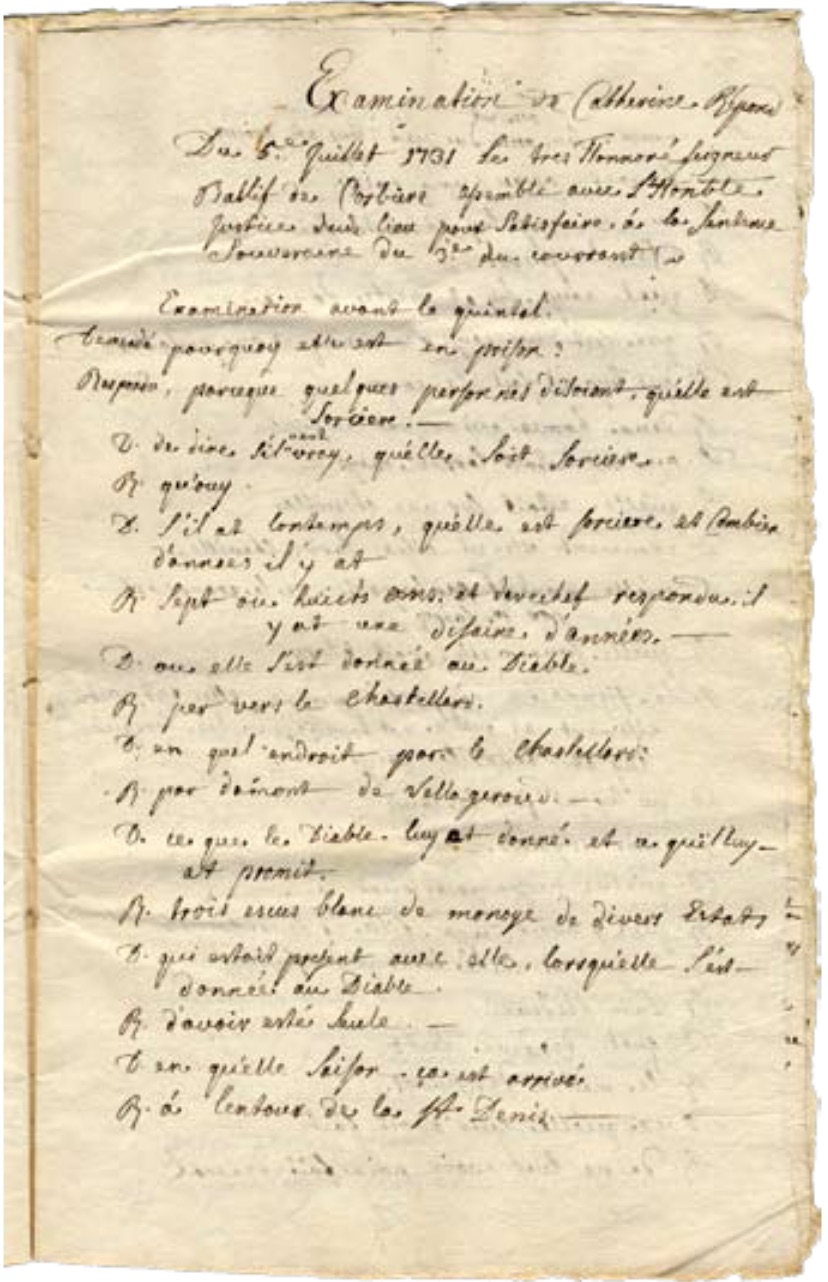
6. Verhör der Catherine Repond, genannt Catillon, am 5. Juli 1731 in Corbières

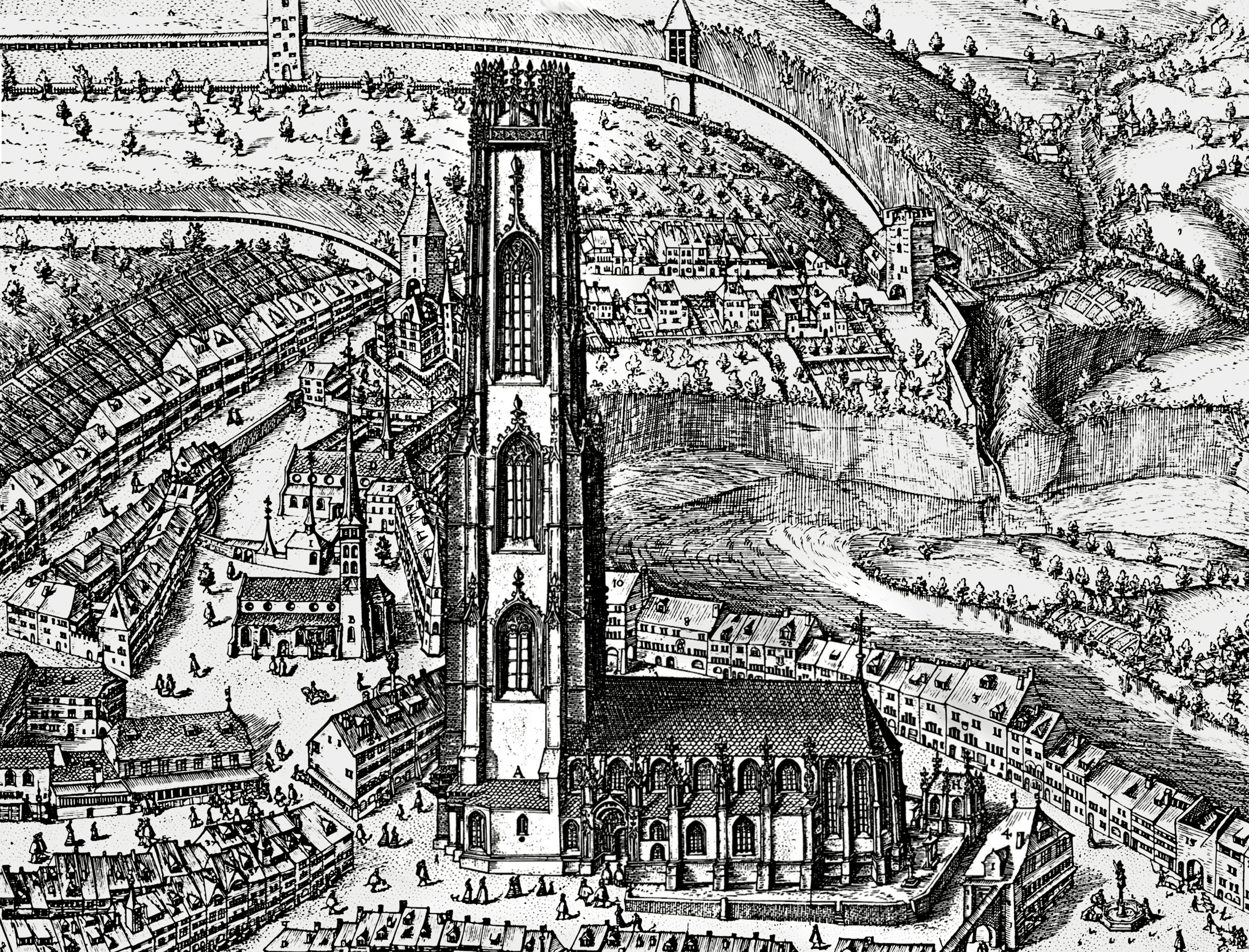
Auf dem Martini-Plan von 1606 ist der Bösturm (mauvaise tour) links neben dem Kathedralenturm in der Murtengasse zu sehen, eins der Gefängnisse, wo Verhöre durchgeführt und Geständnisse oft unter Folter erpresst wurden

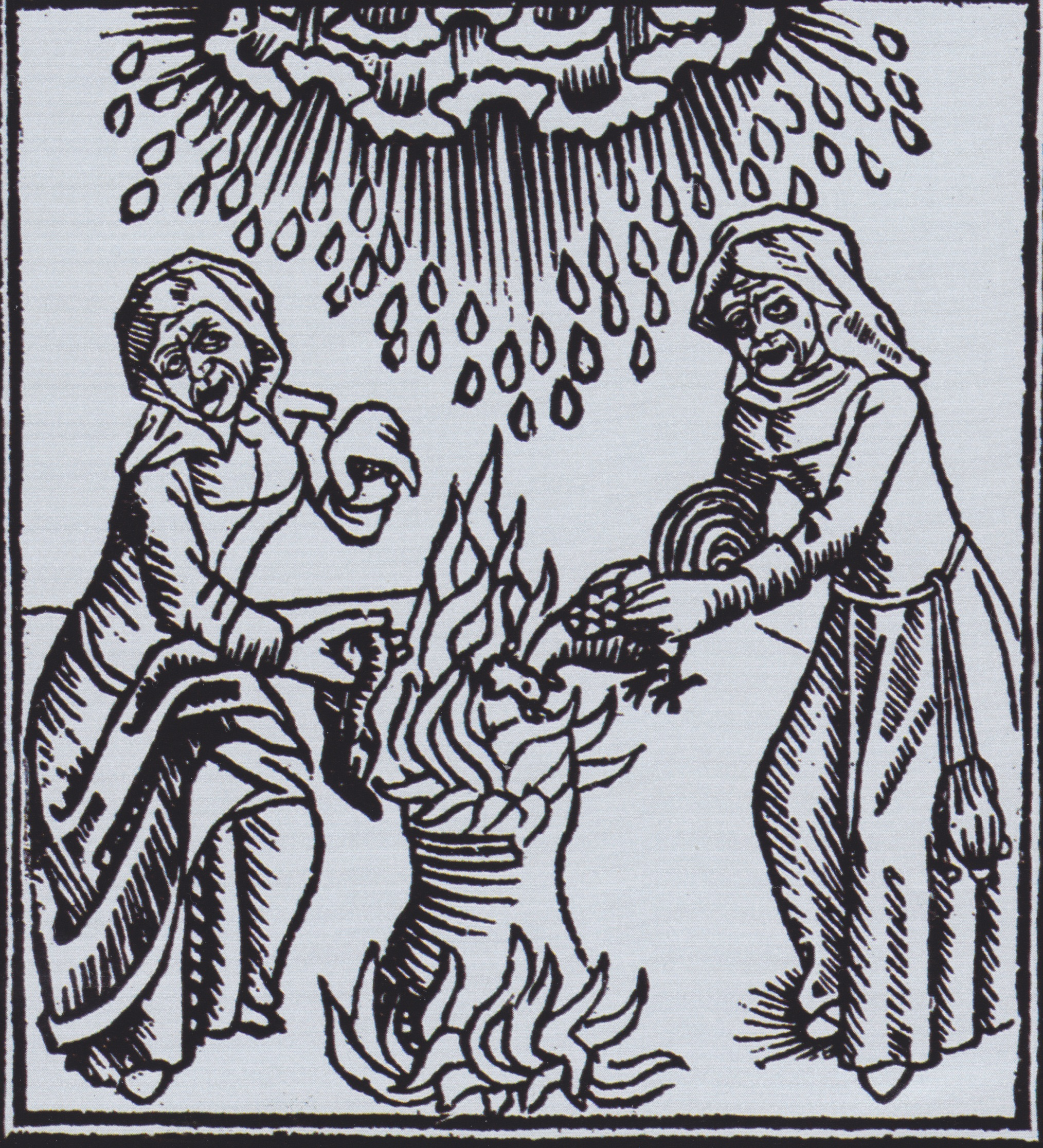
Holzschnitt eines unbekannten Künstlers, um 1489: Hexen, die ein Gebräu brauen, um ein Hagelwetter heraufzubeschwören

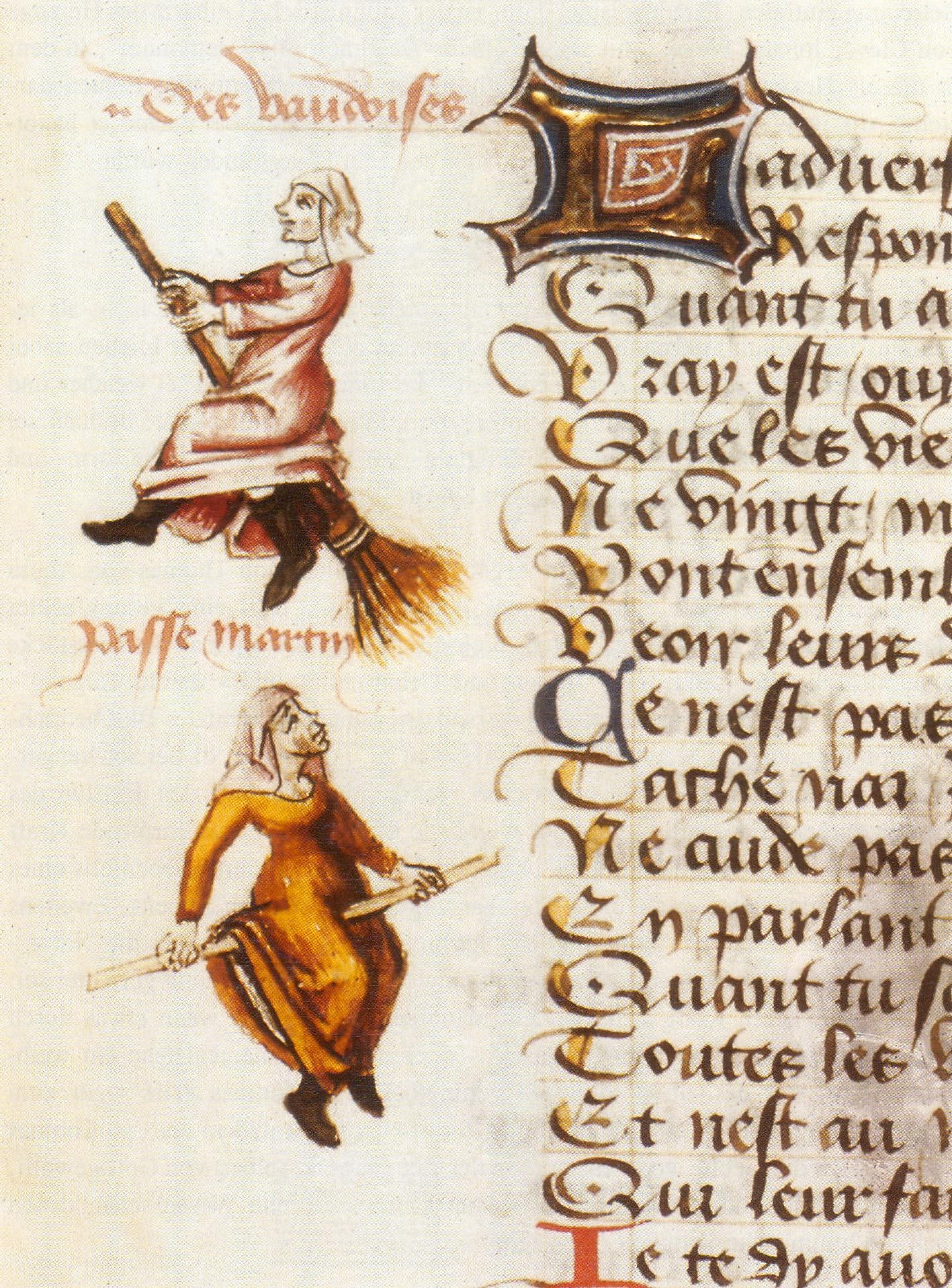
Hexenflug der Waldenser, Miniatur in einer Handschrift von Martin Le Franc, Le champion des dames, 1451

Die Hexenprozesse in Freiburg waren Teil einer gross angelegten, in der Schweiz organisierten Hexenverfolgungskampagne, die mit den Hexenprozessen im Wallis ab 1428 begann. Zu dieser Zeit legten das Konzil von Basel und verschiedene päpstliche Bullen, darunter die Vox in Rama, den Grundstein für die Verurteilung der Hexerei als Ketzerei sowie für die Möglichkeit, Hexenprozesse von einem Inquisitionsgericht untersuchen zu lassen. Im Kontext von Freiburg im Üechtland begannen die konstituierenden Prozesse der Hexenverfolgung 1429 und wechselten sich ab mit Prozesswellen, die sich 1399 und 1430 gegen die Waldenser richteten. Sie markierten den Beginn der Inquisition in der Westschweiz. Dieser enge Wechsel zwischen Ketzer- und Hexenprozessen ist eine Besonderheit der frühen Hexenprozesse in Freiburg.
Diese Prozesse sind im regionalen Kontext der territorialen Herausforderungen der Stadt Freiburg im 16. Jahrhundert zu sehen, die ihren Einfluss ausweiten wollte. Sie sind repräsentativ für die Verschiebung der Ketzerprozesse zu Hexenprozessen, wobei gleichzeitig die Frauen, die in diesen Verfahren angeklagt wurden, in den Vordergrund rückten.
Die Prozesse wurden in gesetzliche Register eingetragen und finden sich auch in Auszügen aus Gemeinderechnungen, die seit den 1990er Jahren von Archivaren und Historikern in der Schweiz ausgewertet werden.

## Historischer Kontext

### Europäischer Kontext
1199 legte Papst Innozenz III. auf europäischer Ebene den Grundstein für die mittelalterliche Inquisition. Im Jahr 1231 veröffentlichte Gregor IX. die päpstliche Bulle Excommunicamus, die sich gegen Häretiker richtete. Damit übertrug er die Aufgabe der Verurteilung von Ketzern einem Sondergericht, der Inquisitio hereticae pravitatis. Im Jahr 1233 folgte die erste Bulle gegen Hexerei, die Vox in Rama. 1318 wurden die Rechte der Inquisitoren nach einer Vergiftungs- und Verhexungsaffäre gegen Papst Johannes XXII. durch eine Bulle erweitert. Im August 1326 schliesslich wurde in der päpstlichen Bulle «Super illius specula» die Hexerei mit der Ketzerei gleichgesetzt. All diese Elemente schufen die rechtliche Voraussetzung, Hexenprozesse von einem Inquisitionsgericht führen zu lassen.
Ungefähr zur selben Zeit, als die ersten Prozesse in Freiburg anfingen, begann das Konzil von Basel (1431–1442). Johannes Nider stellte in seinem Formicarius die Hexe als ungebildete Frau dar, die in der Lage ist, Magie zu praktizieren, was bis dahin dem Magier vorbehalten war. Johannes Nider nahm am Konzil teil, auch Martin Le Franc, der Verfasser von Le Champion des dames, sowie viele der Verfasser der ersten Manuskripte über Hexen und den Sabbat. Auf dem Konzil wurden auch die Errores Gazariorum verbreitet, die zwischen Akten des Konzils von Basel im Vatikan aufbewahrt werden.
Laut der Mittelalter-Expertin Kathrin Utz Tremp wurden zwischen dem 15. und 18. Jahrhundert europaweit 30'000 bis 60'000 als Hexen Verurteilte hingerichtet, darunter etwa 6000 in der Schweiz.

### Westschweizer Kontext
In der französischsprachigen Schweiz war die Inquisition seit 1267 präsent, griff aber nicht massiv ein. In Lausanne gab es jedoch ein französischsprachiges Inquisitionsgericht, das zunächst bei vereinzelten Vorfällen eingriff. Im Jahr 1375 führte der erste Inquisitor von Lausanne, François de Moudon, ein Verfahren gegen die Beginen vom Freien Geist in Freiburg durch. Es gelang ihm nicht, den Prozess gegen die Freiburgerinnen, die der Häresie beschuldigt wurden, zu Ende zu führen. Unter dem Einfluss von Ulric de Torrenté wurde die Inquisition zum Dauerzustand. 1429–1430 ermittelte Ulric in der Diözese Lausanne gegen die Waldenser in Freiburg. Er begann 1429 mit den ersten Hexenprozessen und 1430 mit den Prozessen gegen die Waldenser, die auf eine erste Prozesswelle gegen die ketzerischen Waldenser im Jahr 1399 folgten. Ulric de Torrenté gelang es mit Unterstützung von Papst Martin V. und später Felix V., die Unabhängigkeit seiner Mission von der dominikanischen Hierarchie zu gewährleisten und die Inquisition als Institution zu etablieren, indem er sie mit einer Struktur und mit Personal ausstattete. Ulric verfasste auch Formulare für Verhöre, um Ketzer zu überführen. Die Stadt Freiburg war laut den Historikern Georg Modestin und Kathrin Utz Tremp die erste und beste Kundin des Inquisitionsgerichts in der französischsprachigen Schweiz.
Die Verhöre der Hexenprozesse in der Zeit nach 1475 wurden in Freiburg in gesetzlichen Registern (sogenannten Thurnrodeln) niedergeschrieben, die allgemein als Schwarzbuch bezeichnet werden.
Im Kanton Freiburg wurden laut Utz Tremp zwischen dem 15. und dem 18. Jahrhundert etwa 300 Beschuldigte als Hexen verurteilt und hingerichtet. Damit habe Freiburg am drittmeisten Hexen zum Tod verurteilt, und die Freiburger Behörde sei die erste gewesen, die Hexenprozesse ohne kirchliche Inquisitoren durchführte.

## Die Prozesse
Die Hexenprozesse begannen 1437 oder 1438, doch finden sich Elemente gegen Hexen bereits in den ersten Prozessen von 1429 und 1430 mit Verfahren, die eher auf magische Praktiken als auf häretische Haltungen abzielten.
Eine erste Welle von Prozessen, die man als organisierte Hexenverfolgung bezeichnen kann, fand 1429 statt, eine zweite zwischen 1438 und 1442 und eine dritte zwischen 1462 und 1464. Während die ersten Prozesse von 1429 unter der Ägide der Inquisition von Ulric de Torrenté geführt wurden, wurden die folgenden Hexenprozesse von den Behörden der Stadt Freiburg geleitet und waren somit weltliche Verfahren, die im Rahmen der territorialen Expansion der Stadt durchgeführt wurden, mit dem Wunsch, sich von der Bevormundung durch die Inquisition zu befreien. Die Opfer dieser Prozesse waren, von Ausnahmen abgesehen, zu drei Vierteln Frauen und richteten sich im Laufe der Zeit immer mehr in ihrer grossen Mehrheit gegen die bäuerliche Bevölkerung ausserhalb der Stadt Freiburg. Diese Prozesse wurden zu einer Methode, die Macht der Stadt über die umliegenden ländlichen Gebiete zu etablieren. Manche Historiker bezeichnen dies als «Krieg zwischen Stadt und Land».
Die historischen Forschungen von Modestin und Utz Tremp zeigen für die Stadt Freiburg eine zeitliche und thematische Konvergenz dieser Prozesse sowie ihren Zusammenhang mit den territorialen Herausforderungen der Stadt Freiburg im 15. Jahrhundert. Es gebe eine Kontinuität zwischen den ersten Ketzerprozessen gegen die Katharer in Südfrankreich und den Hexenprozessen, die im 15. Jahrhundert allmählich zu Hexenjagden führten. Diese Tatsache wurde bereits von Carlo Ginzburg in seinem Buch Hexensabbat – Entzifferung einer nächtlichen Geschichte in allgemeinerer Form festgestellt, der eine semantische Kontinuität in der Anklageschrift und der imaginären Rede von Brunnenvergiftungen durch Leprakranke und Juden in Südfrankreich, der Rede gegen Ketzer und der Rede gegen Hexen durch den ausgearbeiteten Begriff «Sabbat» feststellte.

### Die ersten Häresieprozesse von 1399 und 1430

#### Prozess von 1399
Der Prozess von 1399 richtete sich gegen den deutschen Flügel der Waldenserbewegung – deutsch nicht der Sprache wegen, sondern weil die Prediger, die hier wirkten, Deutsche oder möglicherweise Böhmen waren. Die Akten des Prozesses von 1399 sind nicht vollständig erhalten, es gibt nur noch Auszüge und die verkündeten Urteile.
Guillaume de Menthonnay, der Bischof von Lausanne, wurde vom Stadtammann, vom Rat und von der Gemeinde Freiburg darüber informiert, dass einige Personen von ihren «Nachbarn» der Ketzerei verdächtigt werden. Mit den «Nachbarn» war offenbar die Stadt Bern gemeint, die ebenfalls 1399 einen Prozess gegen die Waldenser geführt hatte. Am Ende dieses Prozesses übergab eine Berner Delegation einer Delegation der Stadt Freiburg eine Liste mit den angeklagten Personen (26 Männer und 28 Frauen) und den Anklagepunkten. Die Personen waren bei den Prozessen, die in Bern stattgefunden hatten, denunziert worden. Hintergrund war der Verlust der Region Simmental an die Stadt Bern, die die örtlichen Grundherrschaften aufkaufte. Die Motive für die Abgabe dieser Liste waren also nicht unbedingt freundschaftlich gegenüber der Stadt Freiburg.
Am 28. November 1399 wurde der Dominikaner Humbert Franconis von Bischof de Menthonnay ermächtigt, die Inquisition in Freiburg zu leiten. Am 3. Dezember 1399 traf die Inquisition in Freiburg ein, um den Prozess zu untersuchen. Weil die Stadt Bern sich weigerte, die Prozessakten herauszugeben, blieb dem Inquisitionstribunal in Freiburg keine andere Wahl, als die Verdächtigen angesichts fehlender Dokumente zum Reinigungseid zuzulassen und kollektiv von jedem Verdacht zu entlasten. Die Stadt Freiburg behinderte anscheinend die Mission des Inquisitors, was bei dieser Art von Verfahren bemerkenswert war. Dieser Freispruch lag wohl auch daran, dass der Prozess den Freiburgern von den Berner «Freunden» gegen ihren Willen aufgezwungen worden war. Und der Vergleich zwischen diesem Prozess und dem folgenden von 1430 zeigt, dass sich nicht weniger als 20 Personen (zehn Frauen und zehn Männer) identifizieren lassen, die bei beiden Prozessen angeklagt waren. Es ist jedoch unwahrscheinlich, dass sie im Sinne der Anklage im Jahr 1430 schuldig und im Jahr 1399 nicht schuldig waren.

#### Prozesse von 1429: erste Hexenjagd

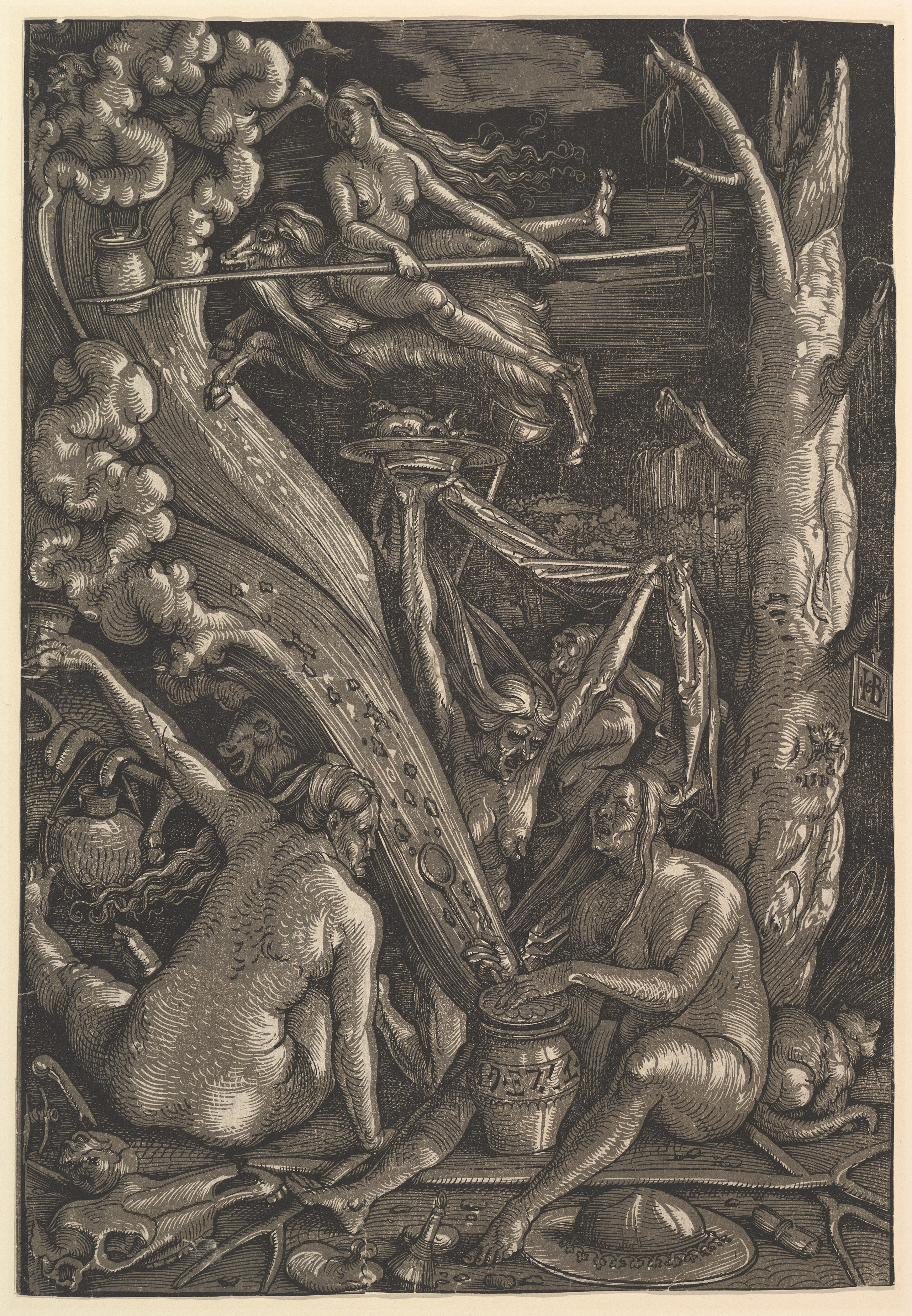
Hexensabbat (1510) von Hans Baldung

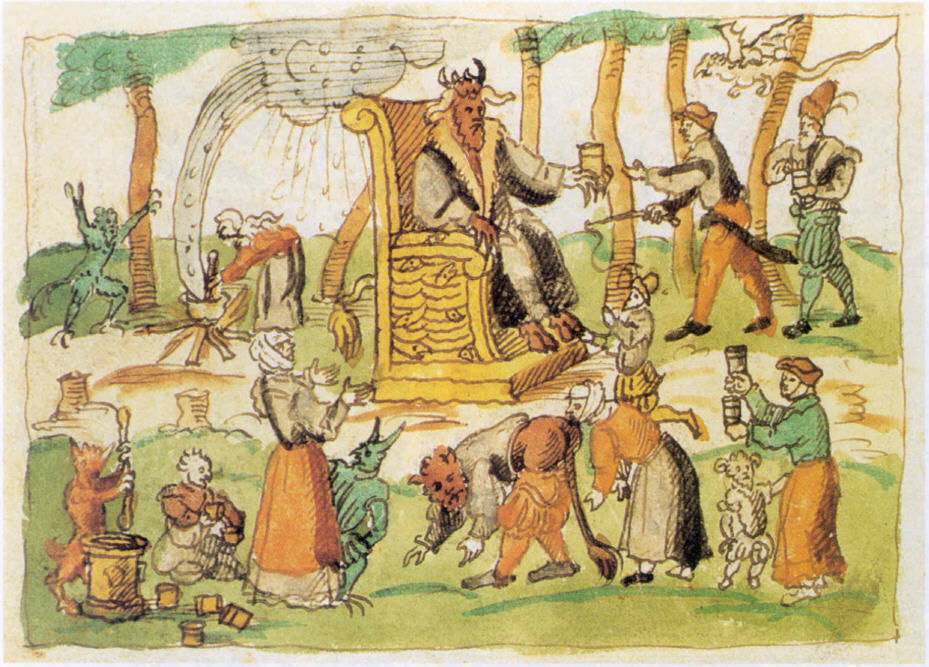
Hexensabbat in der Chronik von Johann Jakob Wick

Zum Tragen des gelben Kreuzes der Katharer (sogenanntes Ketzerkreuz) konnten wegen Ketzerei Verurteilte bestraft werden. Dies trug zur Marginalisierung verschiedener Gruppen (Katharer, Waldenser, Hussiten etc. und auch Juden) bei.

Die Prozesse von 1429 richteten sich im Gegensatz zu denen von 1399 und 1430 gegen Personen, die der Hexerei verdächtigt wurden, und waren laut Kathrin Utz Tremp und Georg Modestin ein Vorspiel zu den Ketzerprozessen von 1430. Der mit der Durchführung der Verfahren beauftragte Inquisitor war Ulric de Torrenté. Die einzigen Dokumente, die diese Prozesse belegen, sind die Auszüge aus den Rechnungen der Stadt Freiburg, die in frankoprovenzalischer Sprache verfasst sind und die Ausgaben während der Gerichtsverfahren erwähnen. Die Opfer dieser Prozesse von 1429 stammten mehrheitlich aus der deutschsprachigen Alten Landschaft und waren überwiegend Frauen, was ein Merkmal für die Verschiebung von der Anklage der Ketzerei zur Anklage der Hexerei zu sein scheint. Mit dieser Verschiebung der Anklagepunkte lässt sich eine Feminisierung der Angeklagten feststellen, da Frauen stärker als bei Ketzereivorwürfen Gegenstand von Hexereivorwürfen waren. Modestin weist ebenso wie Utz Tremp darauf hin, dass sich auch das Profil der Opfer änderte und sich auf ortsfremde, verwitwete und marginalisierte Personen konzentrierte, wobei das Stereotyp der «verweigerten Wohltätigkeit» nach einem typischen Szenario verwendet wurde: Eine wohlhabende Person verweigert einer armen Frau die Wohltätigkeit und beschuldigt sie dann der Hexerei, wenn ihre Verwandten später von einem Unglück heimgesucht wurden. Diese Praxis zeugt von einer Methode der Stadt Freiburg, die angewendet wurde, um ihre Macht über die umliegenden ländlichen Gebiete zu festigen.

#### Prozesse von 1430
Die zweite Prozesswelle richtete sich gegen hussitische Häretiker und Anhänger von Jan Hus, der eine Rückkehr zur apostolischen, spirituellen und armen Kirche predigte und glaubte, dass die Reform der Kirche durch weltliche Macht erfolgen müsse. Die Hussiten standen im Mittelpunkt einer spezifischen Verfolgung, die in den 1420er Jahren nach der Verurteilung von Jan Hus zum Scheiterhaufen im Jahr 1415 während des Konzils von Konstanz ausgelöst wurde.
Die Anhänger der deutschen Waldenserbewegung, die bereits 1399 inkriminiert wurden, obwohl sie keineswegs den Hussiten angehörten, wurden aufgrund der Verwechslung zwischen der Hussitenbewegung und der Waldenserbewegung Opfer dieser Verfolgungswelle. Diese Prozesse von 1430 sind typisch für Prozesse gegen Ketzer, mit dem Unterschied, dass sie einige Elemente von Hexerei aufweisen: Erstens betrafen die Vorläuferprozesse von 1429 vor allem Hexen, und vor allem wurden zweimal wahrscheinlich zwei Frauen in einem Bad untergetaucht, wahrscheinlich auf der Suche nach dem Hexenmal, obwohl dies in einem Verfahren zum Nachweis der Ketzerei nicht üblich war.
Der Prozess fand in drei Phasen statt. In der ersten Phase vom 23. März bis 5. April 1430 wurden vier Frauen zu lebenslanger Haft und drei Männer zum Tragen des gelben Ketzerkreuzes verurteilt. Die Verurteilten der ersten Phase gehörten, wiewohl keine Randständigen, sicher nicht zur Elite. Willi de Cristansberg mit Ehefrau Anguilla, Konrad Wasen mit Ehefrau Betzscha und Schwiegermutter Elsa Troger sowie Gerda Nükommen von Brünisried. In der zweiten Phase vom 23. April bis 9. Mai wurden zwei Frauen zu lebenslanger Haft und der Beschlagnahme ihres Besitzes und ein Mann zum Fasten und zur Spende von Almosen verurteilt. Die Verurteilten der zweiten Phase gehörten einer sozialen höheren Klasse an: Marguerite Studer, Schwester des Freiburger Stadtpfarrers Guillaume Studer, Anguilla Perrotet, Gattin des Kaufmanns Jacques Perrotet und Tochter von Mermet Hugo, Gerber und Kaufmann, der 1427 verstorben war, und Jean Bertrand, Meister des Gewichts von 1419–1422 und von 1425–1428. Anders erging es Peter Sager, einem sozial klar unterprivilegierten Berner, der im Jahr 1399 bereits in Bern verurteilt worden war und auf der Unteren Matte in Freiburg in einem kleinen Haus wohnte und in Praroman eine kleine Sägerei betrieb. Er wurde am 4. Mai als Wiederholungstäter zum Scheiterhaufen verurteilt. Das Ehepaar Georg Bindó mit Ehefrau Perissona repräsentierten die gleiche Kategorie städtischer Akteure wie Jean Bertrand. Perissona wurde am 9. Mai zum Tragen des Ketzerkreuzes und zur Konfiszierung ihres Besitzes verurteilt, ihr Ehemann zu einer beträchtlichen Geldbusse.
Während der dritten Phase vom 20. bis 30. Juni 1430 wollten die Stadtbehörden die Auswirkungen der Prozesse und die Macht des Inquisitors Ulric de Torrenté angesichts der zunehmenden Zahl von Anschuldigungen begrenzen. Die Anschuldigungen begannen nämlich, hohe Würdenträger zu betreffen, während dem Gericht auch Mitglieder der städtischen Behörden angehörten. Es wurde daher keine Verurteilung ausgesprochen. Zu den Angeschuldigten zählten Katharina Buschillion und Konrad Wasen.
Bei den beiden Prozesswellen von 1429 und 1430 wurden vor allem ausländische Personen auf den Scheiterhaufen geschickt.

### Säkulare Verfahren
Um den Einfluss des Inquisitors der Diözese Lausanne, Ulric de Torrenté, bei der zweiten Welle von Hexenprozessen im Jahr 1437 zu begrenzen, zog die Stadt den Inquisitor nicht mehr bei. Die Tatsache, dass sich die Stadt Freiburg bei den Prozessen von 1429 und 1430 zunächst an das Inquisitionsgericht und den Inquisitor wandte, dann aber dessen Einmischung ablehnte und die Verfahren allein führte, ist recht bemerkenswert, zumal Ulric de Torrenté im selben Zeitraum 1438 in Dommartin bei Lausanne und 1439 in Neuchâtel Hexenprozesse durchführte.
Die Prozesse wurden also entgegen der Auffassung, dass die katholische Kirche für die Hexenverfolgungen verantwortlich sei, von einem säkularen Gericht geführt. In Wirklichkeit ist in der Schweiz jedoch feststellbar, dass die Prozesse trotz dem Einfluss einer von der Kirche unterstützten Propaganda eher im Rahmen weltlicher Einflusskonflikte von mächtigen Notabeln geführt wurden, die ihre Macht ausweiten wollten (sichtbar z. B. im Wallis im Fall von Pierre de Torrenté, der fälschlicherweise der Hexerei angeklagt und unter dem Einfluss von Walter Supersaxo, der die Unabhängigkeit des Wallis festigen wollte, verurteilt wurde).

### Die zweite Hexenverfolgung von 1437 bis 1442 in Freiburg
Die zweite Verfolgungswelle begann in der Herrschaft Grasburg, als die Tuchmacherei und der Tuchhandel in Freiburg und der Alten Landschaft in eine Krise geraten waren. Die Warensteuer (das onguelt) wurde verdoppelt, und die Stadt verordnete, dass die Bewohner auch der Alten Landschaft sich mit Freiburger Tuch kleiden mussten. Das führte zu Spannungen. Der Bürgermeister Jean Bugniet wurde in die Herrschaft Grasburg geschickt, um eine Frau zu vernehmen, die daraufhin verurteilt und gemeinsam von den Berner und Freiburger Scharfrichtern hingerichtet wurde. 1438 wurden ein Mann und eine Frau zum Scheiterhaufen verurteilt und 1440 zwei Männer und zwei Frauen hingerichtet. Im Jahr 1442 wurden sieben Personen auf den Scheiterhaufen geschickt, vier davon aus der Alten Landschaft und ein Mann aus Jaun (unter der Gerichtsbarkeit von Corbières).
Insgesamt wurden zwischen 1437 und 1442 neunzehn Personen hingerichtet, darunter zwölf Frauen und sieben Männer, allesamt Opfer aus den ländlichen Gebieten rund um die Stadt. Der Inquisitor Ulric de Torrenté nahm an den Prozessen nicht teil, nur die Magistrate führten das Verfahren durch. 1448 protestierte Savoyen dagegen, dass Janni Ruppo und seine Frau festgenommen worden waren, obwohl ihr Fall unter die Gerichtsbarkeit Savoyens fiel.
Die Einstellung der Hexenverfolgungen im Jahr 1442 fiel zeitlich mit dem Erwerb der Lehen von Thierstein durch die Stadt Freiburg zusammen, die der Graf von Thierstein seit 1428 nicht mehr abtreten wollte. Die Hexenverfolgungen waren also von Beginn der Verfolgungen an ein Mittel der Stadt, um ihre territorialen Expansionsbestrebungen durchzusetzen, und wurden zudem ab 1437 ausschliesslich von den Behörden der Stadt durchgeführt.
Die Besonderheit dieser Prozesse liegt auch darin, dass sie nunmehr perfekte Prototypen von Hexenprozessen darstellten, wobei in der Praxis jede für schuldig befundene Person sofort zum Scheiterhaufen verurteilt wurde. Diese Strafe war in früheren Prozessen nur für Wiederholungstäter vorgesehen gewesen. Im offiziellen Sprachgebrauch hatten sich die Begriffe «Pakt mit dem Teufel» und «Hexensabbat» etabliert. Das Konzil von Basel förderte die Verbreitung der Konzepte. Es fand auch eine Feminisierung der Anklagen statt, wobei all diese Elemente mit dem Erscheinen von Vorläufermanuskripten der Hexenverfolgungen einhergingen, darunter die Chroniken von Hans Fründ über die Hexenprozesse von 1428 im Wallis und die Errores Gazariorum, die wahrscheinlich von Ulric de Torrenté, Claude Tholosan oder Ponce Feugeyron (drei in der Westschweiz aktive Hexenjäger) zwischen 1430 und 1440 verfasst wurden. Dieses letzte Manuskript liefert eine der ersten Theoretisierungen der nächtlichen Flüge mit Stöcken oder Besen und des Hexensabbats. Darauf folgt Martin Le Francs Gedicht Champion des Dames, das um 1440 geschrieben und um 1485 gedruckt wurde. Es enthält Zeichnungen von Frauen, die fliegen und auf einem Besen reiten, mit der Bildunterschrift Waldenser, was Le Francs Sorge um die Frage der waldensischen Ketzer bezeugt. Die Hexer und Hexen wurden für die Mitgliedschaft in jener Sekte verurteilt, die es nur in der Theorie, nie aber in der Wirklichkeit gab.

### Spätere Prozesse
Der Kampf gegen die Hexerei blieb danach immer in den Händen der Stadtbehörden, was Modestin als rechtliche Autarkie bezeichnet. Eine Ausnahme war der Fall von Christian Bastardet, einem Zoophilen, der 1457 auf Antrag des Abtes von Hauterive wegen Hexerei verurteilt wurde.
Nach einem Jahrzehnt der Ruhe setzte die Verfolgung 1454 mit den Prozessen gegen Gueltina wieder ein, die während des Palmsonntags am 29. April 1453 inhaftiert und dank einem Brief gerettet wurde.
Zwischen 1457 und 1466 fanden fünf Hexenprozesse in der südlichen Region von Freiburg statt.
Die Prozesse ab 1475 sind im Schwarzbuch dokumentiert. Sie wurden von Patrick Gyger, insbesondere die Fälle von Jeannette Lasme (1493), Pierre Bollengé (1502) und Pernette Fallewo (1505), untersucht. Hexenprozesse waren zu dieser Zeit gängige Verfahren, und es wurden in der Regel nur sechs Richter für ihre Bearbeitung abgestellt.
Rita Binz-Wohlhauser berichtet in ihrer Studie, die sich mit Hexenprozessen gegen Kinder im 17. Jahrhundert in der Stadt Freiburg befasst, dass im Zeitraum von 1595 bis 1695 nachweislich 30 Kinder im Alter von 1 bis 16 Jahren in Hexenprozesse verwickelt waren, deren Dokumentierung erhalten ist. Unter Berücksichtigung bestehender grosser Dokumentationslücken muss davon ausgegangen werden, dass die Zahl betroffener Kinder im erwähnten Zeitraum höher war. Acht von dreissig Kindern oder Jugendlichen, ausschliesslich Knaben, wurden zum Tode verurteilt. Das letzte dieser Todesurteile wurde 1651 im Belluard vollstreckt. 22 der angeklagten Kinder oder Jugendlichen wurden freigesprochen, unter Aufsicht gestellt oder verbannt.
Das letzte Opfer der Hexenprozesse in Freiburg (und in der Westschweiz) war Catherine Repond, genannt «la Catillon». Sie beschuldigte einen Mann, einen Geldfälscher namens Bouquet, der im Jacquemart-Turm inhaftiert wurde. Sie wurde im «Bösen Turm» (französisch mauvaise tour) eingesperrt, verhört und gefoltert und am 15. September 1731 zum Scheiterhaufen verurteilt und auf einer der Freiburger Richtstätten hingerichtet.

## Beteiligte

### Der Inquisitor Ulric de Torrenté
1429–1430 ermittelte Ulric de Torrenté aus dem Lausanner Dominikanerkonvent in der Diözese Lausanne gegen die Waldenser in Freiburg. Er verurteilte die angeblichen Mitglieder dieser Sekte und übergab sie dem weltlichen Arm der lokalen Behörden, um sie auf dem Scheiterhaufen verbrennen zu lassen. Die Sekte wurde in der Folgezeit von den weltlichen Behörden verboten.

### Jean de Colonne, Vertreter des Bischofs von Lausanne
Er vertrat bei den Freiburger Prozessen von 1429 und 1430 den Bischof von Lausanne.

### Behörden der Stadt Freiburg
- Freiburger Schultheiss, hatte Einsitz im Gericht
- Mitglieder des Kleinen Rats von Freiburg, hatten Einsitz im Gericht[45]
- Venner, zuständig für Festnahmen
- Grossweibel, zuständig für Festnahmen
- Scharfrichter, zuständig für Exekutionen

### Liste der dokumentierten Opfer
In alphabetischer Reihenfolge:
- das Ehepaar Alexia und Johannes Bertrand, Johannes wurde am 2. Mai 1430 zum Fasten an allen Freitagen des begonnenen Jahres verurteilt. Die kranke Alexia wurde am 7. Mai 1430 zum Abschwören zugelassen.[46]
- das Ehepaar Georg und Perrissona Bindo. Die Frau war von ihrer Schwiegermutter im Haus ihres Mannes kurz vor 1404 in die Sekte eingeführt worden. Perissona sprach gern und oft mit ihren Freundinnen und Nachbarinnen über das Fegefeuer und die Heiligenfeste, welche die Waldenser ablehnten. Sie wurde von Frauen denunziert. Am 9. Mai 1430 wurde sie zum Tragen von gelben Ketzerkreuzen während des Rests des Jahres und zur Beschlagnahme ihres Vermögens verurteilt. Ihr Mann musste zur Strafe eine Busswallfahrt nach Lausanne auf sich nehmen.[47][29]
- Anguilla Brechiller, Augustinerbegine in Freiburg, Schwester von Willinus von Cristansberg. Ihre Denunzierungen stehen am Anfang der Prozesse von 1430. Sie wurde am 3. April zur Abschwörung zugelassen.[48]
- Peter Buntzen von Jaun, wurde 1442 hingerichtet.[49]
- Stefan Buosen und seine Schwester Trina, wurden 1440 hingerichtet.[49]
- die begüterte Witwe Katharina Buschillion, im Jahr 1430 angeklagt; es gelang ihr, dank einem eigens aufgebauten Verteidigungsnetz sich einer Verurteilung zu entziehen.[50]
- Katharina, Frau des Jean Coppelin aus der Herrschaft Aigremont, wurde 1439 aufgrund von «vaudoisie» verbrannt.[51]
- das Ehepaar Anguilla und Willinus von Cristansberg, Bruder und Schwägerin der Begine Anguilla Brechiller, welche das Ehepaar denunzierte. Anguilla wurde während des Verhörs gefoltert und dann am 3. April 1430 zu lebenslänglichem Kerker verurteilt,[52] ihr Mann Willinus kam mit der Verurteilung zum Tragen von gelben Ketzerkreuzen (zur Diffamierung und Marginalisierung verschiedener Gruppen) vorne und hinten auf seiner Kleidung während des angebrochenen Jahres davon.[53]
- Johanneta Enasee (?), wurde, nachdem man nach einem Hexenmal gesucht und offenbar gefunden hatte, 1438 verbrannt.[51]
- Cuoni Godin, erdrosselte sich im Jahr 1438 im Gefängnis und wurde nach den Vorgaben der Hexenprozesse wegen «vaudoisie» verbrannt.[54]
- Anne Grouserra von Erlach, wenn auch damals noch unter savoyischer Herrschaft, wurde 1429 verurteilt und auf dem Scheiterhaufen hingerichtet.[55][56]
- Frau Guota, wurde 1442 verbrannt.[49]
- Anguilla Hortschina, wurde 1442 verbrannt.[49]
- die Lötscherra, 1429 in der Herrschaft Grasburg (⊙, nördlich von Schwarzenburg) verhaftet und in einer Freiburger Badstube sehr wahrscheinlich auf ein Hexenmal hin untersucht.[57] Sie entging einer Verurteilung.[58]
- das Ehepaar Bertha und Richard von Maggenberg, von Umbertsschweni (⊙, Alterswil), ehemaliger Bauer und Besitzer von Burg und Lehen Obermaggenberg, war in die Waldenserprozesse von 1399 und 1430 verstrickt. Vor der Verurteilung als Ketzer gelang ihm 1430 die Flucht aus dem Gefängnis. Er wurde 1437 auf dem Konzil von Basel festgenommen und kam trotz freiem Geleit auf unbekannte Weise ums Leben. Seine Frau Bertha wurde am 3. Mai 1430 verhört. Zum weiteren Prozessverlauf von 1430 sind keine Angaben überliefert.[59]
- Janno Michels, ein Walliser, 1429 verurteilt und auf dem Scheiterhaufen hingerichtet.[60][56]
- Betrisa Mürsing, möglicherweise von Tafers, im Jahr 1429 in Untersuchungshaft genommen. Sie entging einer Verurteilung.[56]
- Gerda (oder Greda) Nükommen von Brünisried, wahrscheinlich Witwe, eine ihrer Töchter diente im Haus des Mermet Hugo, dem Stammhaus fast aller Freiburger Waldenser. Greda Nükommen galt als Bindeglied zwischen Stadt und Land, denn sie verkehrte in diesem Stammhaus in der Freiburger Neustadt, auch bei Richard von Maggenberg und seiner Familie in Umbertsschweni oder Ober-Maggenberg. Sie scheint gefoltert worden zu sein (keine Verhörakten überliefert) und wurde am 3. April 1430 zu lebenslänglichem Kerker verurteilt.[52][61][62]
- das Ehepaar Anguilla und Jaquet Perrotet, Gerber. Sie war eine Tochter von Mermet Hugo, dem vor 1430 verstorbenen, mutmasslichen Haupt der Freiburger Waldensergemeinde. Sie besass Bücher ketzerischen Inhalts. Ihr Mann war stolz auf sie und erzählte herum, was in diesen Büchern stand. Das Inquisitionsgericht beschlagnahmte ihre Bücher ausser einem, das sie rechtzeitig ihrer Schwester nach Basel geschickt hatte. Anguilla wurde zu lebenslänglichem Kerker verurteilt und ihre Bücher beschlagnahmt,[52] ihr Mann wurde nicht verurteilt.[63]
- Catherine Repond, genannt Catillon, lebte als Bettlerin mit ihrer ebenfalls unverheirateten Schwester Marguerite in Villardvolard. Catherine geriet in den Verdacht der Hexerei und wurde nach dem zweiten Verhör, in dem sie unter Folter das aussagte, was das Gericht erwartete, wegen Hexerei in Freiburg hingerichtet.[64]
- Ehepaar Janni Ruppo und seine Frau, beide vermutlich aus Plaffeien gebürtig, wurden 1440 hingerichtet.[65]
- Peter Sager von der damaligen Herrschaft Rüeggisberg, der bereits bei der Berner Ketzerverfolgung im Jahr 1399 wegen Häresie verurteilt worden war, war darauf nach Freiburg übersiedelt, wo er sich offenbar den hiesigen Waldensern anschloss, wurde am 4. Mai 1430 als Rückfälliger zum Tode verurteilt und wahrscheinlich gleichentags hingerichtet.[66]
- Ehepaar Stollo, wurde 1442 hingerichtet.[49]
- Itha Stucky, Gattin von Willi Stucki, von Äschlenberg (⊙, südlich von Alterswil), erste im Kanton Freiburg verurteilte Hexe. Im Rahmen der Waldenserverfolgung 1429 und 1430 als Hexe verhört und wieder entlassen, wurde sie im Gefolge der ersten Freiburger Hexenverfolgung 1442 mit ihrem Sohn Peter als erste bekannte Hexe in Freiburg hingerichtet.[67]
- die Geschwister Hanso, Jakob, Margareta und Wilhelm Studer aus einer erzwaldensischen Freiburger Familie, waren alle schon in den Waldenserprozess von 1399 verwickelt gewesen. Die Frauen hatten sich damals dem Verfahren gestellt, die Männer sich ihm entzogen. Wilhelm wurde Priester, begab sich also in den Schoss der Freiburger Rechtgläubigen. Hanso Studer wurde ohne Verhör am 3. April 1430 zur Abschwörung zugelassen. Margareta Studer wurde am 2. Mai 1430 zu lebenslänglichem Kerker verurteilt.[52][68]
- Suomy, wurde 1440 zusammen mit seiner Magd, Greda Buosen, letztere vermutlich aus Rechthalten, hingerichtet.[49]
- Witwe Elza Troger, Mutter der Betzscha Waser, hielt ihr Haus am Stalden in Freiburg ⊙ Waldensern offen, wurde während der Verhöre mehrmals gefoltert und dann am 3. April 1430 zu lebenslänglichem Kerker verurteilt.[68][52]
- das Ehepaar Betzscha und Konrad Wasen. Er war als Glaubensflüchtling aus Strassburg nach Freiburg gekommen und hatte hier Betzscha, Tochter der Elsa Troger, geheiratet. Betscha soll dem Treiben der Waldenser im Haus ihrer Mutter und in dem ihres Mannes kritisch begegnet sein, wurde gefoltert und dann am 3. April 1430 zu lebenslänglichem Kerker verurteilt.[52] Konrad Wasen war von der Sache der Waldenser überzeugt und wurde in der ersten Phase der Prozesse zum Tragen von gelben Ketzerkreuzen vorne und hinten auf seiner Kleidung verurteilt. In der dritten Prozessphase wurde ihm vorgeworfen, sich zu wenig reuevoll erwiesen zu haben. Deshalb wurde er zu einem Monat Kerker bei Wasser und Brot verurteilt, was reichte, um seine berufliche Karriere zu ruinieren.[69][70]

## Rehabilitierung und Erhöhung der Sichtbarkeit der Hexenprozesse in Freiburg
Im Jahr 2009 wurde dem Staatsrat eine Motion überreicht, die verlangte, die wegen Hexerei hingerichtete Catherine Repond und all jene zu rehabilitieren, denen unter Folter Geständnisse abgepresst worden waren. Der Grosse Rat des Kantons Freiburg lehnte dies am 8. Mai 2009 mit der Begründung ab, dass es keine politische und rechtliche Kontinuität zwischen dem Ancien Régime und dem 1831 entstandenen liberalen Rechtsstaat gebe. Deshalb sei eine Rehabilitierung im juristischen Sinn nicht möglich. Der heutige Staat trage keine Verantwortung für Verbrechen des Ancien Régime. 2010 beschloss die Stadt Freiburg, einen kleinen Platz an einer der ehemaligen Richtstätten (auf dem Guintzet-Hügel) nach Catherine Repond stellvertretend für alle Justizopfer der Freiburger Hexenprozesse zu benennen.
Im Jahr 2020 stellte das Kantonsarchiv Freiburg in Zusammenarbeit mit dem Schweizerischen Juristenverein verschiedene Quellen der in den Schwarzbüchern dokumentierten Hexenprozesse vom Spätmittelalter bis ins 18. Jahrhundert online. Das wissenschaftliche Editionsprojekt will die Geschichte der im Kanton Freiburg geführten Hexenprozesse sichtbar machen. Dazu wurden verschiedene unveröffentlichte notarielle und juristische Quellen wie beispielsweise Thurnrodel, Ratsmanuale und Säckelmeisterrechnungen aus der Zeit vom 15. bis 18. Jahrhundert digitalisiert und zweisprachig und vollständig mit Zusammenfassungen des rechtsrelevanten Inhalts (Regest) auf Französisch und Deutsch übersetzt. Die digitalen Daten stehen einer interessierten Öffentlichkeit und der Wissenschaft weltweit zur Verfügung. Damit sollen die Mechanismen der Freiburger Hexenprozesse im Mittelalter und im Ancien Régime offengelegt werden.
Laut Archivar Lionel Dorthe fanden in Freiburg zwischen dem 15. und 18. Jahrhundert 360 Hexenprozesse statt. Die Akten dieser Prozesse wurden von ihm und Rita Binz-Wohlhauser editiert und sind im Internet publiziert. Die Editoren konnten Spuren von 309 der Hexerei beschuldigten Personen finden, einige wurden mehrmals verurteilt. 80 Verhöre führten zur Verurteilung zum Scheiterhaufen. Entgegen der verbreiteten Meinung, dass Hexenjagden von katholischen Instanzen befördert wurden, waren es in Freiburg sehr früh zivile Machthaber, welche Hexenprozesse durchführten und instrumentalisierten, und dies nicht nur im Mittelalter, sondern besonders ausgeprägt im Ancien Régime.